# Импровизатор (роман)
Импровизатор (дат. Improvisatoren) — автобиографический роман Ханса Кристиана Андерсена, опубликованный в 1835 году. Сюжет романа, отражающий путешествие Андерсена по Италии в 1833 году, через переживания главного героя — Антонио — раскрывает многие обстоятельства биографии и взгляды автора.

## История создания и переводов
В сентябре 1833 года, получив государственную стипендию, Андерсен отправился в поездку по Италии. Впечатления от этого путешествия, а также влияние романа «Коринна» (фр. Corinne ou l’Italie) Анны де Сталь, легли в основу романа роман «Импровизатор», который Андерсен начал писать в жанре путевого очерка. Роман был опубликован в датском издательстве Reitzels Forlag в 1835 году, и был восторженно воспринят читателями; в следующем году роман был опубликован в Германии, а в 1838 году — во Франции, в 1847 году — в Англии. На протяжении многих лет «Импровизатор» был самым читаемым из всех произведений Андерсена.
Роман «Импровизатор» — первое произведение Андерсена, переведённое на русский язык. Перевод был осуществлён по инициативе известного русского лингвиста профессора Я. К. Грота его сестрой Р. К. Грот и вышел в журнале «Современник» в 1844 году, а также был опубликован в журнале «Библиотека для чтения» в 1848 году. В 1845 году роман удостоился критики В. Г. Белинского, который отмечал:

…этот роман не лишен занимательности, хотя местами и очень скучен, сколько по характеру героя, довольно жалкому, столько и по утомительному однообразию своего содержания вообще. Самая интересная сторона его — итальянская природа и итальянские нравы, очерченные не без таланта и не без увлекательности. Но как бледны и слабы эти очерки в сравнении с мастерскими картинами Италии, дышащими глубокою мыслию и могучею жизнию в романах Жоржа Занда! При воспоминании о «Последней Альдини», «Домашнем секретаре», «Маттеа», «Метелле», «Ускоке» и «Консюэле» становится как-то жалко бедного Андерсена… < > Может быть, даже и этот роман — далеко не лучшее произведение Андерсена. Во всяком случае, этот невинный роман может с удовольствием и пользою читаться молодыми девушками и мальчиками в свободное от классных занятий время. Перевод «Импровизатора» очень хорош.— Импровизатор, или Молодость и мечты италиянского поэта. Роман датского писателя Андерсена… -Виссарион Белинский
Роман вошёл в самое полное издание сочинений Андерсена на русском языке — пятитомник в переводе А. и П.Ганзен, изданном в 1895 году.

## Сюжет
Сюжет романа отражает биографию самого Андерсена и обстоятельства его путешествия по Италии. Описания итальянских городов и регионов выполнены сочным, эмоциональным языком. Главный герой романа Антонио — поэт и импровизатор, alter ego самого Андерсена, незнатного («низкого») происхождения, крайне неуверенный в себе, страдает врождённым страхом перед окружающим миром, отсутствием мужской твёрдости, из-за чего не верит в свои неоспоримые поэтические дарования. Антонио стремится любить, но боится любви, его страшит физическая привлекательность. Когда его пытается совратить чувственная неаполитанка Санта, Антонио называет её дочерью Греха и в панике бежит. Но после долгих мытарств, путём упорного труда, преодолевая многочисленные лишения и любовные неудачи, Антонио добивается успеха — женится на красавице Ларе и становится помещиком в Калабрии.